# Nephila edulis
Nephila edulis är en spindelart som först beskrevs av Jacques Labillardière 1799.  Nephila edulis ingår i släktet Nephila och familjen Nephilidae. Inga underarter finns listade i Catalogue of Life.

## Utseende
Kroppen hos honor blir i genomsnitt 20,8 mm medan hanen blir 3,9 mm.